# Bersumas
Bersumas (em grego: Βερσουμας), ou Burzemir [I] (em persa médio: Burzmihr) segundo Christian Settipani, foi um nobre do começo do século I, ativo na região de Gogarena, na fronteira entre a Armênia e a Ibéria.

## Nome
Bersumas (Βερσουμας) é assumida por Christian Settipani como uma helenização do persa médio Burzemir (Burzmihr; de burz, "exaltado", e Mihr, "Mitra"), "exaltado de Mitra".

## Vida
A existência de Bersumas é atestada numa inscrição presente num prato de prata localizado na tumba 3 na necrópole dos vitaxas (vice-reis) de Gogarena, perto de Misqueta, que afirma que Bersumas exerceu essa função. A mesma inscrição menciona certo Fl[ávio] Dades, o que indica que devia ser contemporâneo da dinastia flaviana (69–96) do Império Romano. A inscrição não informa a qual dinastia Bersumas pertenceu e Toumanoff propôs incluí-lo na sugerida dinastia guxárida.